# Yrkeshögskolan i Mölnlycke

Yrkeshögskolan i Mölnlycke (YHiM) är en svensk yrkeshögskola som har Härryda kommun som huvudman. 
Skolan startades 1998 och flyttade in i nuvarande lokaler 2003. Skolan har cirka 200 studenter.
Skolan bedriver utbildningarna: 
- Tullspecialist
- Löne- och ekonomikonsult
- Lönespecialist
- Utvecklare/Samordnare informationssäkerhet

## Historik
- Vuxenutbildningen i Härryda växte fram ur kommunens yrkesskolor i Råda och Landvetter, som startade på 30-talet. De hade genom åren erbjudit sömnadskurser, kurser i hushållsgöromål, textilberedning för manliga textilarbetare, kontorskurser, hemtekniska kurser samt kurser i snickeri, bokbinderi, svetsning, engelska, tyska, franska m.m.

- 1968 inrättades Komvux. Kursutbudet på Råda och Landvetter yrkesskolor utvidgades. Man kunde nu läsa in grundskolekompetens.

- 1969 infördes den nya, sammanhållna grundskolan och de ettåriga yrkesinriktade kurserna på dagtid försvann från kursutbudet. I samband med kommunsammanslagningen. 1971 började eleverna erbjudas att läsa in gymnasiekompetens på kvällstid. De fick även möjlighet att söka studielån.

- Från och med läsåret 1972/73 anordnades i Komvux endast kurser som följde läroplanen för grundskola och gymnasium och eleverna erhöll betyg.

- 1977/78 anordnades sammanhållen grundskola för grundskolekompetens på dagtid med en kurslängd på fyra terminer.

- 1979/80 startades sammanhållen tvåårig social linje för fullständig gymnasiekompetens på tre terminer. Yrkesinriktade kurser anordnades också inom vård, teknik, handel, kontor och textil.

- 1981/82 kom en sammanhållen tvåårig ekonomisk linje på dagtid i tre terminer.

- 1982 kom den nya läroplanen för Komvux, vilket innebar att undervisningen blev mer tillrättalagd för vuxna.

- Från och med läsåret 1993/94 tillämpas Komvux och gymnasieskolan samma läroplan och kursplaner.

- 1995/96 integrerades Komvux och ungdomsgymnasiet i Hulebäcksgymnasiet i Mölnlycke. SFI är på Ekdalaskolan.

- Fr.o.m läsåret 1997/98 har den grundläggande vuxenutbildningen sina lokaler i det s.k. Teliahuset. Den gymnasiala vuxenutbildningen flyttades till Hulebäcksgymnasiet och NO-institutionerna sambrukas med ungdomsgymnasiet.

- Den tvååriga kvalificerade yrkesutbildningen: Marknadsföring och försäljning startade 1998. Detta är skolans första utbildning på eftergymnasial nivå.

- 1999 flyttar Komvux administration till Rörsvängen 9 i Mölnlycke. Två lektionssalar flyttas till Gula paviljongen vid Rörsvängen.16

- Höstterminen 1999 flyttar delar av den gymnasiala vuxenutbildningen från Hulebäcksgymnasiet till administrationsbyggnaden på Rörsvängen 9.

- Elevkårens expedition och elevernas pausrum flyttar till Gula paviljongen.

- Från och med 2000 har Omvårdnadsprogrammet sina undervisningslokaler i Ekdalaskolan och SFI har sina lokaler i ”Teliahuset” tillsammans med den grundläggande vuxenutbildningen.

- Vårterminen 2000 startade påbyggnadsutbildningen Dataekonom. Det är en ettårig eftergymnasial utbildning.

- På höstterminen 2000 flyttade dataundervisningen till administrationsbyggnaden på Rörsvängen 9. Undervisningen i matematik, SO-ämnen och språk flyttade till Gula paviljongen.

- År 2001 startades ytterligare en Kvalificerad Yrkesutbildning, Teknisk försäljning och marknadsföring tillsammans med Studium på Lindholmen i Göteborg

- 2002 byter Komvux namn till Vuxenutbildningen Härryda kommun.

- 2003 startar Risk Management. Det är en tvåårig kvalificerad yrkesutbildning som leder fram till yrket säkerhetshandläggare.

- Från hösten 2003 Vuxenutbildningen erbjuder högskolekurser på distans Bland annat juridisk översiktskurs 10p, samt Företagsekonomi 10p. Kurserna anordnas i samarbete med Högskolan Väst.

- 2004 flyttade Vuxenutbildningen till nybyggda lokaler på Långenäsvägen 5.

- Under 2005 startar de regionsrekryterande yrkesutbildningarna i samarbete med GR. Även två nya KY-utbildningar startas: Personal- och löneadministration samt Säkerhetssystem; personella, mekaniska och elektroniska skydd.

- 2006 startar Särvux. Utbildning för vuxna med utvecklingsstörning. Särvux har utbildningen på Rörsvängen.

- 2007 Startade undersköterskeutbildning och påbyggnadsutbildning för dagbarnvårdare till barnskötare för anställda i Härryda kommun. Även KY-utbildningen Internationella affärer, en vidareutbildning på två terminer startas.

- 2008 startas Yrkes-SFI med Butiksutbildning.

- Den sjunde kvalificerade yrkesutbildningen Internationell logistik med inriktning flyg startas även den 2008.

- 2009 Den första YrkesHögskoleutbildningen Airport Officer startade och MölnlyckeAkademierna blir Yrkeshögskolan i Mölnlycke; YHiM.

- 2010 Även utbildningarna Risk management och Marknadsföring och försäljning går över till att vara YH-utbildningar à 400 YH-poäng.

- 2012 tillkommer Yh-utbildningarna Kvalitets- och processutvecklare Life Science, Löne- och ekonomiadministratör samt den "gamla" Ky-utbildningen Teknisk försäljning och marknadsföring startas om i ny tappning. Nu bär den namnet Teknisk försäljning och är en Yh-utbildning.

- 2013 startar YHiM upp en fortsättningsutbildning för säkerhetssamordnare.

- 2014 startar skolan fem nya yrkeshögskoleutbildningar, Säkerhetssamordnare, Hållbarhetssamordnare, Lönespecialist, Löne- och ekonomikonsult samt Säljare och marknadsförare B2B. Båda samordnarutbildningarna innebär även en annan nyhet för YHiM: Det är de första utbildningarna som YHiM erbjudit på deltid och distans. De studerande arbetar halvtid i sina ordinarie yrken och studerar på halvtid, huvudsakligen på hemmaplan. Var sjätte vecka träffas deltagarna på skolan för avstämningar, rapporter, grupparbeten och föreläsningar.
- Våren 2016 startar ytterligare en löneutbildning: Löne- och pensionskonsult. Hösten 2016 bryts mera ny mark då YHiM får tillstånd att starta Energi- och miljöutvecklare samt Customs Compliance Specialist (tullspecialist). Båda är på deltid och distans. Det har visat sig vara ett populärt koncept!